# Buranowskije Babuschki
Buranowskije Babuschki (russisch Бура́новские ба́бушки, udmurtisch Брангуртысь песянайёс, deutsch Großmütter aus Buranowo), englische Schreibweise Buranovskiye Babushki, ist eine russische Gesangsgruppe. Sie existiert seit mehr als 40 Jahren und vertrat Russland mit dem Lied Party for Everybody beim Eurovision Song Contest 2012 in Baku, wo sie mit 259 Punkten den zweiten Platz belegte. Die Buranowskije Babuschki singen in englischer und udmurtischer Sprache.

## Bandgeschichte
Die acht Frauen, darunter sechs Sängerinnen, mit einem Durchschnittsalter von etwa 66 Jahren hatten sich im März 2012 bei der Vorausscheidung in Moskau mit dem Lied Party for Everybody gegen Dima Bilan und 24 Mitbewerber durchgesetzt, nachdem sie bereits 2010 im nationalen Vorentscheid aufgetreten waren und Platz drei belegt hatten. Die älteste Sängerin war 76 Jahre alt.
Sie coverten außerdem Lieder wie Hotel California der Eagles und Yesterday der Beatles. Die Frauen treten in der Tracht ihrer udmurtischen Heimat im westlichen Uralgebiet auf. Als Ziel hatten sie bekannt gegeben, genug Geld verdienen zu wollen, um in ihrem Heimatdorf eine Kirche zu renovieren.

## Besetzung
Die Formation besteht aus folgenden Mitgliedern (Stand 2012):
- Granja Iwanowna Baissarowa (Граня Байсарова, * 2. Juni 1949)[7]
- Alewtina Gennadiewna Begischewa (Алевтина Бегишева, * 3. März 1958)[8]
- Soja Sergejewna Dorodowa (Зоя Дородова, * 15. April 1940)[9]
- Galina Nikolajewna Konewa (Галина Конева, * 15. Oktober 1938)[10]
- Walentina Semjonowna Pjatschenko (Валентина Пятченко, * 21. Oktober 1937)[11]
- Natalja Jakovlewna Pugatschowa (Наталья Пугачёва, * 28. November 1935; † 26. Oktober 2019)[12]
- Jekaterina Semjonowna Schkljajewa (Екатерина Шкляева, * 2. November 1937)[13]

Die künstlerische Leiterin der Gruppe ist Olga Nikolajewna Tuktarjowa (Ольга Туктарёва, * 26. April 1968). Jelisaweta Sarbatowa (Елизавета Зарбатова, * 1926; † 13. Januar 2014) trat gelegentlich als Gastsängerin auf.
Während des Eurovision Song Contest 2012 in Baku standen neben Olga Tuktarjowa die Sängerinnen Granja Baissarowa, Galina Konewa, Walentina Pjatschenko, Natalja Pugatschowa und Jekaterina Schkljajewa auf der Bühne. Die übrigen durften nicht auftreten, da die ESC-Regeln mehr als sechs Personen auf der Bühne verbieten. Zentrale Figur der Performance war Pugatschowa, deren kleinwüchsige Statur und Herzlichkeit während des Auftrittes hervorgehoben wurden. Sie trug auch das Backblech über die Bühne, das Konewa bei der Show aus dem Ofen geholt hatte.